# Impasse Molin
L'impasse Molin est une voie du 18e arrondissement de Paris, en France.

## Situation et accès
L'impasse Molin est une voie publique située dans le 18e arrondissement de Paris. Elle débute au 10, rue Buzelin et se termine aux voies ferrées de la gare de Paris-Est.

## Origine du nom

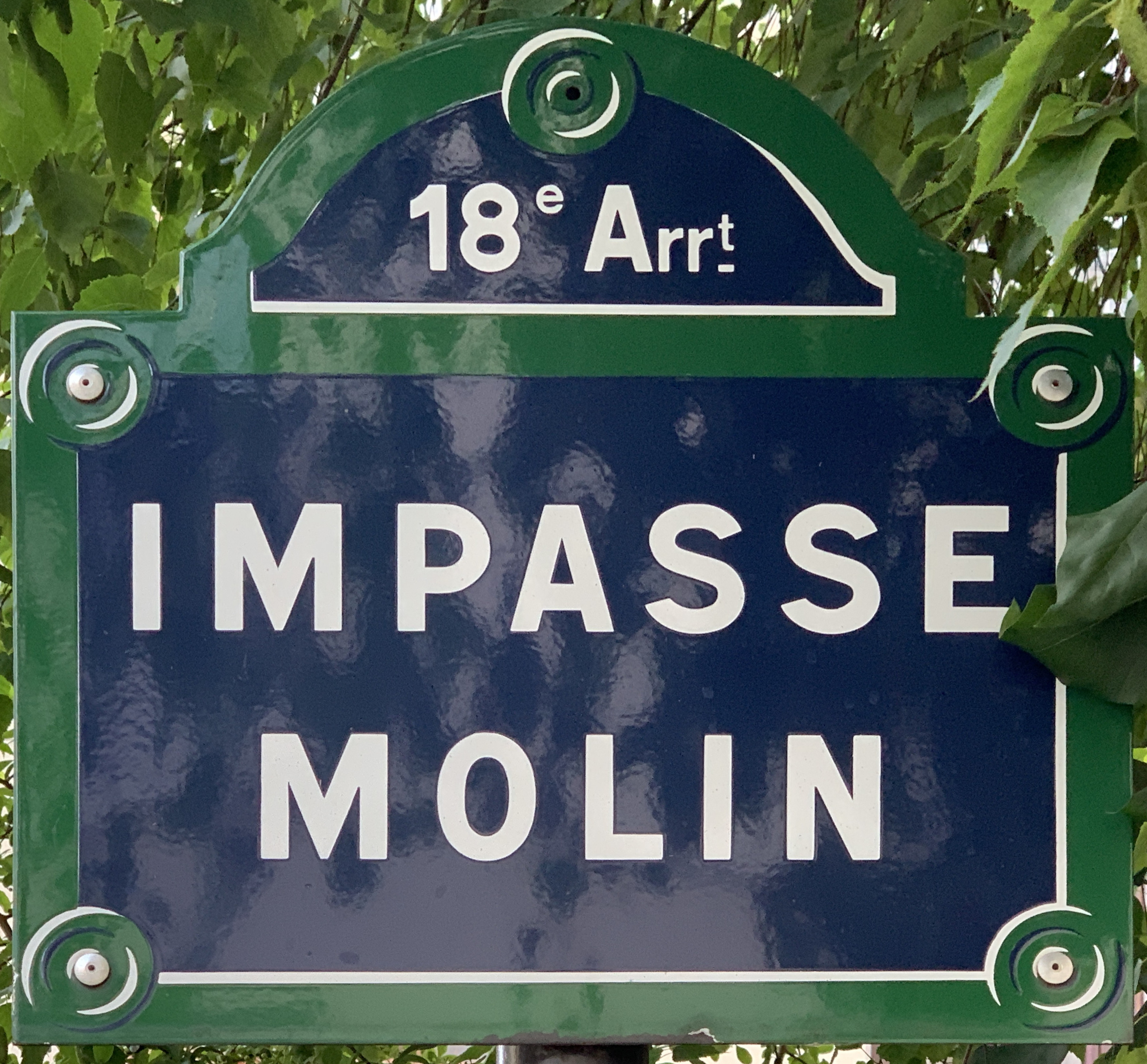
Plaque de l'impasse.

Cette impasse porte le nom de jeune fille de la femme de M. Buzelin qui fit ouvrir la voie. Marie Élizabeth Molin étant l'épouse de Jacques Nicolas Buzelin, jardinier à La Chapelle; ils demeuraient rue des Tournelles (aujourd'hui rue Riquet), ayant fait baptiser leurs enfants à la paroisse Saint-Bernard au cours des années 1840 et les y ayant mariés dans les années 1860.

## Historique
Cette voie ouverte sous sa dénomination actuelle en 1868 est classée dans la voirie parisienne par un arrêté du 14 janvier 1933.